# Stephen Harper
Stephen Joseph Harper PC (Toronto, 30 de abril de 1959) é um político canadense que serviu como Primeiro-ministro do Canadá de 2006 até 2015. Antes disso foi Líder da Oposição entre 2002 e 2006.

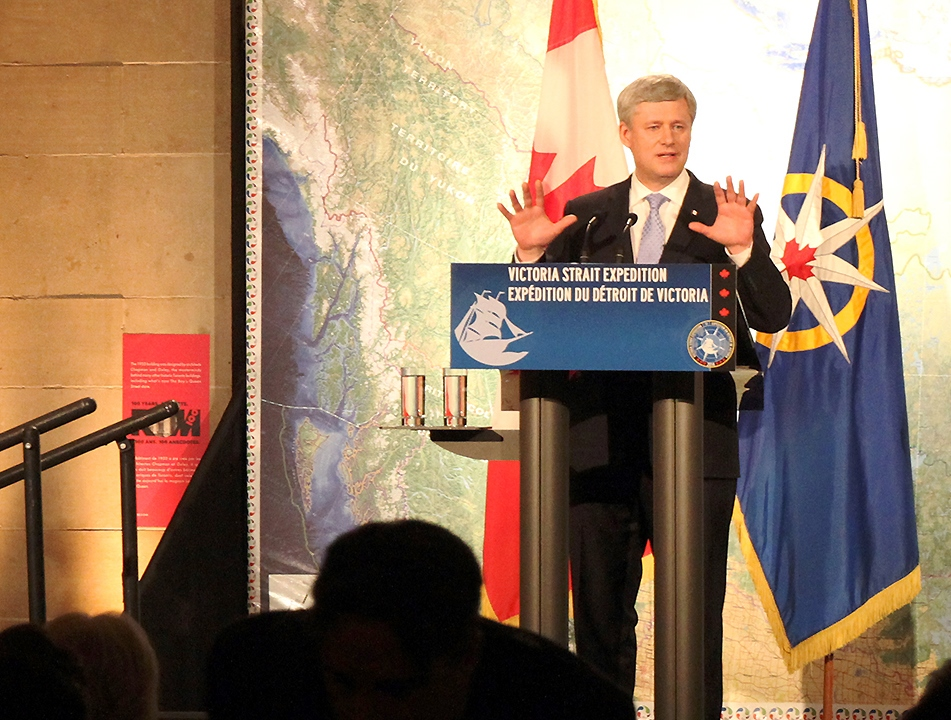
Stephen Harper em 2007.

Harper obteve facilmente sua posição na Câmara dos Comuns como Membro do Parlamento, representando um distrito eleitoral de Calgary, em Alberta. Harper é o primeiro chefe de governo canadense eleito a representar um distrito eleitoral fora da província de Quebec, desde Joe Clark, que também representara um distrito de Alberta — Kim Campbell foi primeira-ministra do Canadá em 1993 pela Colúmbia Britânica, mas não foi eleita pela população, e sim, tornara-se primeira-ministra ao assumir a liderança do Partido Progressista Conservador.
Durante o governo de Harper, puxado por uma crise internacional, a economia do Canadá começou a cambalear. Para tentar sanar as dificuldades financeiras, seu governo adotou uma série de medidas de austeridade. Apesar de efetiva, a recuperação econômica foi lenta.
No âmbito externo, manteve uma política alinhada aos Estados Unidos, estreitou negócios com a Europa e estabeleceu boas relações na Ásia, particularmente com a China. Em 2011, retirou o Canadá do Protocolo de Kyoto, que visava combater o aquecimento global através do controle das emissões dos gases geradores do efeito estufa.
Apesar de popular no começo do seu governo, seus índices de aprovação começaram a declinar nos seus últimos anos no cargo de primeiro-ministro, principalmente em decorrência da estagnação econômica. Assim, nas eleições gerais de 2015, seu partido acabou perdendo a maioria no Parlamento, forçando Harper a renunciar.